# École nationale supérieure d’ingénieurs du Mans
Die École Nationale Supérieure d’Ingénieurs du Mans oder ENSIM (frz. für Nationale höhere Ingenieurschule in le Mans) ist eine im Jahr 1995 gegründete französische Ingenieurschule, die ursprünglich auf die Arbeit mit Schwingungen, Akustik und Sensoren spezialisiert war. Seit 2009 bietet sie auch eine Ausbildung in Informatik an.

## Aufgaben
Die Aufgaben der Schule erstrecken sich auf Forschung, berufliche Fortbildung, Technologietransfer zu Unternehmen, sowohl in Frankreich als auch im Ausland. ENSIM ist mit verschiedenen modernsten Labors ausgestattet wie u. a. einem Reinraum, einem Optik-Labor, einem Labor zur Messung von Schwingungen und einem Polymerchemie-Labor. Die Partnerschaft der École nationale supérieure d’ingénieurs du Mans mit dem Akustiklabor der Université du Maine (LAUM) ermöglicht es den Studenten, im dritten Jahr des Studiums zu akustischen Sensoren parallel einen entsprechenden Master-of-Science-Studiengang zu belegen.

## Geschichte
Die ENSIM wurde 1995 gegründet und zielte auf die Ausbildung von Maschinenbau-Ingenieuren und Ingenieuren in industrieller Messtechnik. Die ENSIM befand sich damals noch in den Gebäuden des Institut Universitaire de Technologie (IUT). Das Gebäude der ENSIM wurde am 1. Dezember 1997 eingeweiht. Das von den Architekten Christian Hauvette und Bernard Dufournet entworfene Gebäude hat eine Grundfläche von 5000 m²; die Baukosten beliefen sich auf vier Millionen Euro.
2006 wurden Schwingungen und Akustik als Schwerpunkte eingeführt mit dem Ziel, Ingenieure in Messsystemen, Schwingung und Akustik auszubilden.
Seit 2009 werden an der ENSIM auch Kurse in Informatik angeboten.

## Leitung
|    | Name              | Datum     |
| -- | ----------------- | --------- |
| 1. | Michel Rousseau   | 1995–2000 |
| 2. | Jean Marc Breteau | 2000–2004 |
| 3. | Yves Guillotin    | 2004–2007 |
| 4. | Pascal Leroux     | 2007–     |

## Zulassung
Für die Zulassung zum ENSIM sind folgende Anforderungen zu erfüllen:
- Mathematische Spe MP, PC, PSI, PT: Archimedes Wettbewerb auf Bank-E3A e4a für die schriftliche Prüfung + Interview + Englisch-Test
- Mathematische Spe TSI, ATS: Interview und mündliche Prüfung in Englisch
- DEUG (MIAS, SM), DUT (GEII, GMP, Info, MP, SRC), BTS (CIRA, TPIL, IRIS), DEUST, L2, L3: Interview und mündliche Prüfung in Englisch
- DEUG SM + E2I Université du Maine, Anwendung und Interview
- Wettbewerbe: Euro Graduation @ccess + TIPE

## Aufbau des Studiums

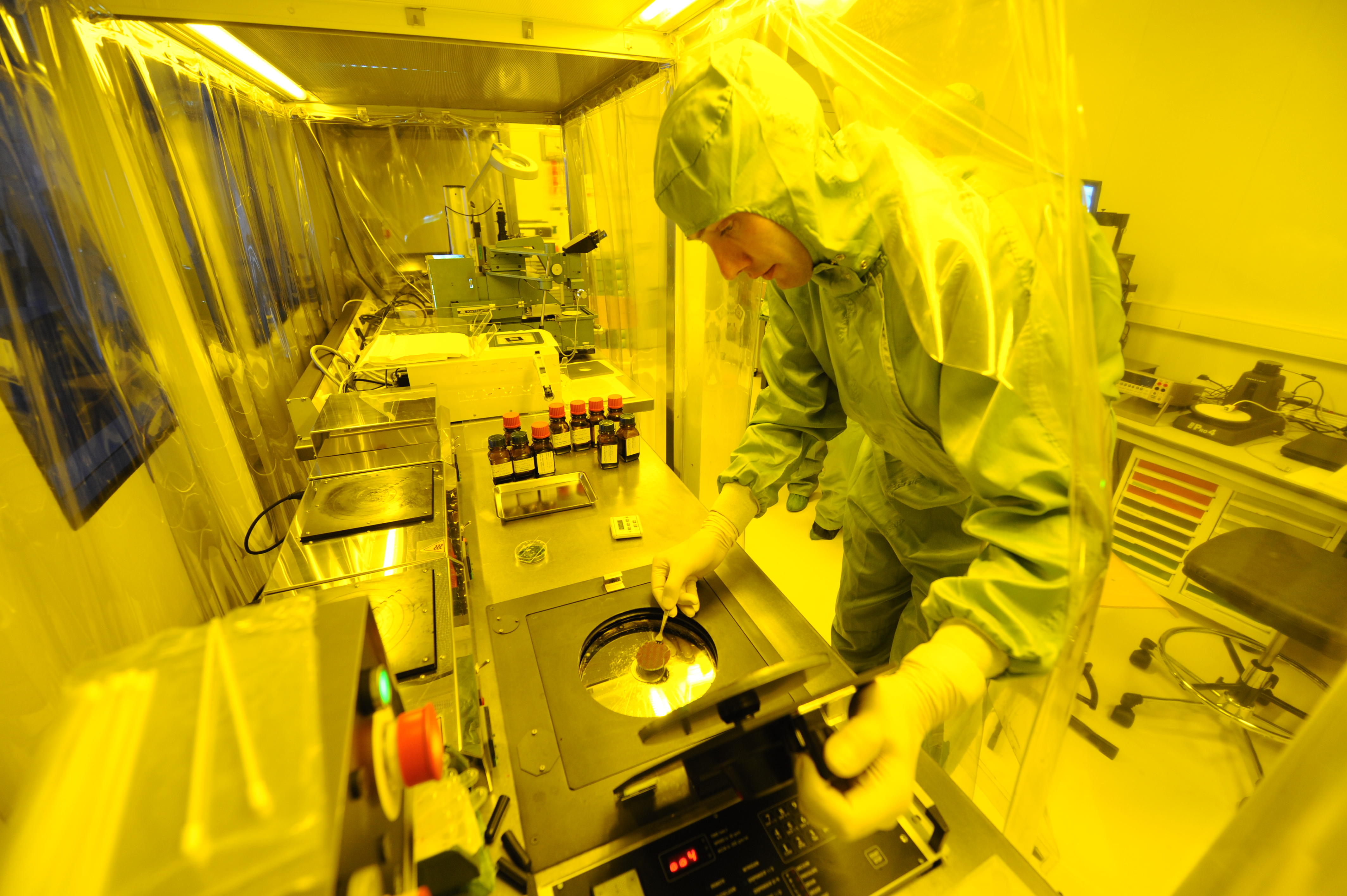
ENSIM Reinraum

Die ENSIM bietet ihren Studierenden einen stark interdisziplinären Studiengang an. Im ersten Studienjahr werden Grundlagenfächer unterrichtet; das zweite Studienjahr bietet die Möglichkeit einer Spezialisierung:
- Spezialisierung in Schwingungen, Akustik und Sensorik:

Schwingungen und Akustik
Mikrosensorik und optische Messungen
- Spezialisierung Informatik:

Echtzeit- und eingebettete Systeme
Mensch-Maschine-Interaktion
Kernfächer sind
- Mathematik
- Physik
- Computer (MATLAB, Scilab, C++)
- Geistiges Eigentum
- Sprachen

### Fremdsprachen
Das Erlernen von Englisch ist Pflicht; die ENSIM verfügt zu diesem Zweck über ein Sprachlabor. Alle Studenten müssen eine Zertifizierungsprüfung der Stufe „B2“ nach dem Gemeinsamen Europäischen Referenzrahmen ablegen. Das entsprechende Niveau im TOEIC sind 785 Punkte. Daneben werden auch Credits für das Lernen einer weiteren Fremdsprache vergeben.
Studenten können unter den folgenden Sprachen eine Fremdsprache wählen:
- Deutsch
- Spanisch
- Italienisch
- Portugiesisch
- Arabisch
- Russisch
- Chinesisch
- Japanisch

## Verschiedenes
Die Schule hat einen Anteil von fast 20 % ausländischen Studierenden, vor allem aus dem afrikanischen und asiatischen Raum. Sie verfügt über Partnerschaften mit vielen Schulen und Universitäten auf der ganzen Welt und nimmt auch am ERASMUS-Programm teil.